# C of Tranquility
C of Tranquility è il decimo album in studio del rapper statunitense Canibus, pubblicato nel 2010.

## Tracce
1. Cptn Cold Crush – 3:43
2. Salute – 4:00
3. C Scrolls – 2:00
4. Merchant of Metaphors – 3:23
5. Lunar Deluge – 2:56
6. Golden Terra of Rap – 3:27
7. Title 17 USMC – 2:28
8. Free Words – 1:10
9. The Messenger's Message – 2:30
10. Cingularity Point – 4:25
11. Pine Comb Poem – 3:14
12. Good Equals Evil – 4:17
13. Worthlessness Purpose – 2:03
14. Right Now – 1:55
15. Golden Terra of Rap (IM Remix) (featuring Von Pea & Donwill of Tanya Morgan, Truthlive, and Moe Green) – 3:09